# Mail.de
mail.de ist ein im Jahr 2009 gegründeter Anbieter von sicheren E-Mail-Dienstleistungen mit Sitz in Nordhastedt und Geschäftsbüro in Gütersloh. Dort werden der Webmailer programmiert und die Systeme administriert.
mail.de startete zunächst als werbefreier, kostenpflichtiger Dienst. Im Jahr 2012 wurde zusätzlich ein werbefinanzierter Freemail-Tarif ins Portfolio aufgenommen. Mail.de gewann im Jahr 2015 den Öko-Check des Magazins Zeo2 als nachhaltigster E-Mail-Anbieter.

## Sicherheit
Alle Protokolle (HTTP, IMAP, POP3, SMTP, CalDAV, CardDAV, WebDAV, Jabber) sind seit dem Start des Dienstes verschlüsselt verfügbar. Mit dem Zwang von HTTPS beispielsweise war mail.de 2010 einer der Vorreiter im E-Mail-Bereich. Im Juli 2013 war mail.de bei einem Test von 15 großen Anbietern neben Freenet und Arcor der einzige E-Mail-Provider, der bei der Server-zu-Server Kommunikation die Transportverschlüsselung unterstützte.
Das Magazin c’t hat in seiner Ausgabe 4/2014 mail.de als einen von 16 Anbietern in einem Sicherheitstest als besten und sichersten FreeMail-Anbieter bewertet. Der Anbieter signiert alle ausgehenden E-Mails mit einer DKIM-Signatur.
mail.de bietet seit 2012 die Anmeldung als erster Webmailer in Deutschland mittels Zwei-Faktor-Authentifizierung an. Dabei kann sich der Benutzername von der öffentlich bekannten E-Mail-Adresse unterscheiden. Dazu kommt noch das Passwort, sowie der sechsstellige Code aus dem mail.de-Authentifizierer, einer Smartphone-App, die dem zeitgesteuerten Einmalpasswort (TOTP-Standard) entspricht.
mail.de ist weltweit der dritte E-Mail-Anbieter, der DANE/TLSA (DNS-based Authentification of Name Entries) bei den Diensten SMTP, HTTPS, IMAP, POP3 und Jabber unterstützt und damit einige Schwächen der Transportwegverschlüsselung SSL/TLS vermeidet.
Das Rechenzentrum befindet sich in Hamburg bei IPHH.
Die Technologie Perfect Forward Secrecy wird bei allen Protokollen genutzt, sodass jede verschlüsselte Verbindung ihren eigenen Sitzungsschlüssel verwendet. So wird verhindert, dass alle aufgezeichneten Verbindungen im Nachhinein durch das Knacken des SSL-Schlüssels entschlüsselt werden können.
mail.de bietet seinen Kunden als erster E-Mail-Anbieter an, ihre öffentlichen PGP-Schlüssel via OPENPGPKEY in der DNSSEC-gesicherten Domain zu veröffentlichen. Seit März 2016 ist auch die Veröffentlichung von S/MIME-Schlüsseln via SMIMEA möglich.
Im Februar 2022 hat mail.de vom BSI für 4 seiner Produkte das IT-Sicherheitskennzeichen in der Kategorie „E-Mail-Dienste auf Basis der Technischen Richtlinie BSI TR-03108“ erhalten.

## Produkte
Der Fokus von mail.de liegt in der Bereitstellung von kostenlosen, werbefinanzierten FreeMail-Postfächern sowie werbefreien Premium-Postfächern.
Unterschiede bestehen u. a. in der Anzahl der möglichen Aliasadressen, dem Transfervolumen (Datentraffic) sowie den Zahlungs- und Laufzeitkonditionen. IMAP steht auch im FreeMail-Paket zur Verfügung.
Ein wesentlicher Unterschied zu einigen vergleichbaren Diensten der Wettbewerber ist bei FreeMail-Konten die Voraussetzung zum Einverständnis des Kunden zur Nutzung seiner Anmeldedaten nicht nur durch den E-Mailanbieter selbst (im Auftrag seiner Werbekunden), sondern auch durch dessen Werbepartner direkt.
Im Mai 2017 startete die mail.de GmbH ihren Dienst in der Schweiz unter mail.ch, im August 2017 im Vereinigten Königreich unter mail.co.uk sowie in Frankreich unter mail.fr. In diesen drei Ländern ist eine anonyme Anmeldung nur mittels E-Mail-Adresse und Passwort möglich.

## Funktionen
Über die grundlegenden Funktionen des Webmailers hinaus stehen u. a. folgende Funktionen zur Verfügung:
- Drag and Drop
- Paralleles Öffnen von Nachrichten
- Erstellung von Ordnern und Unterordnern
- Anhänge bis zu 100 MB oder als Downloadlink
- SMTP-Versand über externe E-Mail-Anbieter
- Filter für Newsletter und/oder Spam-Mails,
- Online-Speicher inklusive serverseitige Unterstützung von ZIP-Archiven, Abspielen von Multimediadateien etc.

Seit April 2014 können Kunden über den Einrichtungsassistenten E-Mails inkl. der vollständigen IMAP-Ordnerstruktur sowie die Kontakte aus Postfächern anderer Anbieter kostenlos importieren.
Seit 2013 wird IPv6 unterstützt, was im August 2014 von ca. 14 % der Kunden genutzt wird.
Kalender, Adressbuch und Onlinespeicher lassen sich zudem über die offenen Standards CalDAV, CardDAV und WebDAV in externe Programme einbinden. Zum anderen ermöglicht mail.de die Nutzung über einen modernen Ajax-Webmailer, welcher für die gängigen Browser optimiert ist.
mail.de bietet Kundenunterstützung telefonisch zum Festnetztarif an und über einen Live-Chat.